# Scatimus furcatus
Scatimus furcatus là một loài bọ cánh cứng trong họ Bọ hung (Scarabaeidae).